# Апостольский викариат Нэкэмте
Апостольский викариат Нэкэмте (лат. Vicariatus Apostolicus Nekemteensis) — апостольский викариат Римско-Католической церкви с центром в городе Нэкэмте, Эфиопия. Апостольский викариат Нэкэмтэ распространяет свою юрисдикцию на территорию региона Бенишангул-Гумуз и часть региона Оромия. Апостольский викариат Нэкэмте подчиняется непосредственно Святому Престолу.

## История
28 января 1913 года Святой Престол учредил апостольскую префектуру Южной Каффы, выделив её из апостольского викариата Галлы (сегодня — Апостольский викариат Харэра).
8 сентября 1913 года апостольская префектура Южной Каффы была переименована в апостольскую префектуру Каффы.
25 марта 1937 года апостольская префектура Каффы передала часть своей территории для возведения новой апостольской префектуры Негели (сегодня — Апостольский викариат Ауасы). В этот же день Римский папа Пий XI издал буллу Quae christiano nomini, которой преобразовал апостольскую префектуру Каффы в апостольский викариат Джиммы.
13 февраля 1940 года апостольский викариат Джиммы передал часть своей территории для возведения новой апостольской префектуры Хосанны (сегодня — Апостольский викариат Соддо) и упразднённой в настоящее время апостольской префектуры Эндибира.
3 сентября 1982 года апостольский викариат Джиммы был переименован в апостольский викариат Нэкэмте.
10 июня 1994 года апостольский викариат Нэкэмте передал часть своей территории для взведения новой апостольской префектуры Джиммы-Бонги (сегодня — Апостольский викариат Джиммы-Бонги).

## Ординарии апостольского викариата
- Gaudenzio Barlassina (6.03.1913 — 1933);
- Luigi Santa (14.07.1934 — 1943);
- Frans Janssen (21.05.1959 — 4.07.1972);
- Hendrik Joseph Alois Bomers (17.12.1977 — 19.10.1983);
- Fikre-Mariam Ghemetchu (28.10.1985 — 18.01.1994);
- Leonardus Dobbelaar (10.06.1994 — 21.03.2008);
- Theodorus van Ruijven (23.06.2009 — 10.11.2013);
- Varghese Thottamkara C.M. (10.11.2013 — по настоящее время).

## Источник
- Annuario Pontificio, Libreria Editrice Vaticana, Città del Vaticano, 2003, ISBN 88-209-7422-3
- Декрет Quo uberes salutis, AAS 5 (1913), стр. 40  (лат.)
- Булла Quae christiano nomini, AAS 29 (1937), стр. 360  (лат.)